# ثورة علمية
الثورة العلمية (بالإنجليزية: Scientific revolution) أو التقدم العلمي (بالإنجليزية: Scientific progress)، هو فكرة أن العلم يزيد من قدرة حل المشكلة من خلال تطبيق بعض الأساليب العلمية. إن الهدف الأساسي من كل تقدم علمي هو تذليل الصعاب التي تواجه الناس، وتأمين حياة أكثر رخاء وسعادة لهم وهو الهدف نفسه الذي سعى إليه العلماء لتحقيقه من خلال المخترعات الجديدة التي يطالعون العالم بها كل يوم، وهذه المخترعات ليست وقفا على عصر محدد أو فترة تاريخية معينة، بل هي محصلة جهود متصلة وأفكار وتطبيقات متتالية، فكأنما هي بناء شامخ يرسى أحدهم لبنته الأولى ثم تتابع السواعد لترفع جدرانه العالية، وتنعم الأجيال الجديدة بما أبدعه السلف من منجزات في ساحة الحياة الرحيبة.

## مقدمة
منذ القرن الثامن عشر، أطلِق على التطورات العظيمة في العلوم اسم «الثورات العلمية». مثلًا، في عام 1747، كتب عالم الرياضيات الفرنسي أليكسيس كليروت أن «نيوتن وُصف في حياته أنه خلق ثورة». استُخدمت الكلمة أيضًا في مقدمة بحث أنطوان لافوازييه الذي أعلن فيه اكتشاف الأكسجين عام 1789. «أثار عدد قليل من الثورات العلمية اهتمامًا عامًا على الفور مثل نظرية الأكسجين ... رأى لافوازييه أن نظريته قُبلت من جميع الرجال البارزين في عصره، وانتشرت في جزء كبير من أوروبا في غضون بضع سنوات من الإعلان عنها».
في القرن التاسع عشر، وصف وليام ويلي ثورة العلم – المنهج العلمي - التي حدثت في القرنين الخامس عشر والسادس عشر. «من بين الثورات الأكثر وضوحًا هو الانتقال من الثقة الضمنية بالقوى الداخلية لعقل الإنسان إلى الاعتماد على الرصد الخارجي؛ ومن التقديس غير المحدود لحكمة الماضي، إلى التأمل قوي بالتغيير والتحسين». أدى هذا إلى ظهور وجهة النظر الشائعة للثورة العلمية اليوم:
ظهرت رؤية جديدة للطبيعة، لتحل محل النظرة اليونانية التي هيمنت على العلم لنحو 2000 عام. أصبح العلم تخصصًا مستقلًا، يختلف عن الفلسفة والتكنولوجيا، وأصبحت له أهداف نفعية.
تقليديًا، تُعزى بداية الثورة العلمية إلى ثورة كوبرنيكوس (الكتاب في دورات الكواكب السماوية 1543) ويُعزى اكتمال الثورة العلمية إلى كتاب الأصول الرياضية للفلسفة الطبيعية لنيوتن المنشور عام 1687. ساهم كل من فرانسيس وغاليليو بإحداث تغيير كبير في الثورة العلمية، إذ أدت ثقة فرانسيس في التقدم الحديث للعلم إلى إنشاء مجتمعات علمية مثل الجمعية الملكية، بينما دافع غاليليو عن كوبرنيكوس وطور علم الحركة.

## خصائص التقدم العلمي

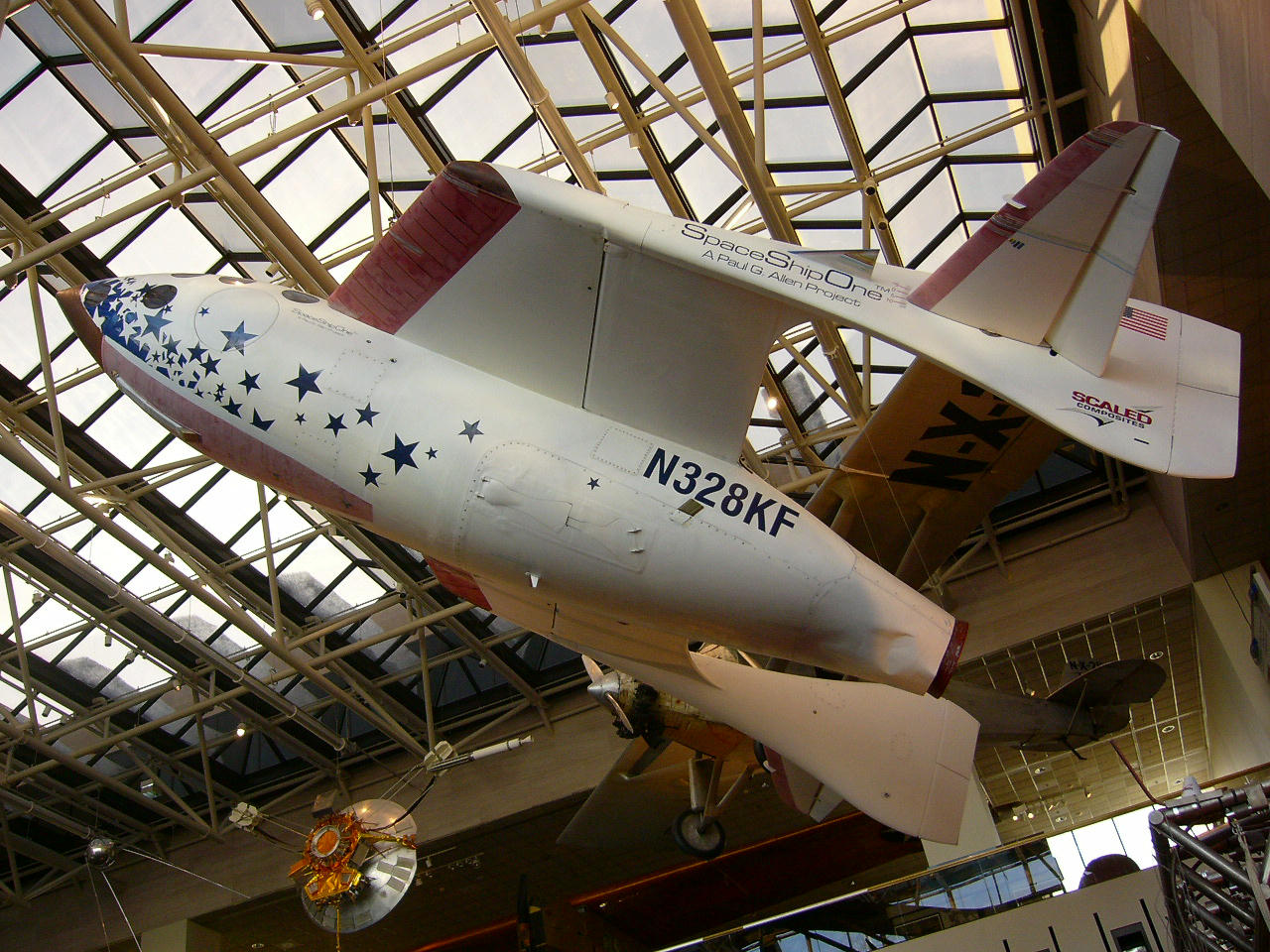
سفينة فضائية

- كثرة المنجزات العلمية وتسارع الكشف والاختراع.
- تزايد العلماء والباحثين بمعدل مذهل.
- تكامل الطرق العلمية وتمايز العلوم وانفصالها عن الفلسفة.
- تفرغ العلماء للبحث العلمي في المعاهد والجامعات والمختبرات ومراكز الأبحاث.
- تخصص العلماء في علم واحد أو بالأحرى بجانب واحد من جوانب العلم.
- التعاون وتبادل الخبرات والمعلومات ونتائج التجارب والأبحاث العلمية بين العلماء في شتى أرجاء العالم.
- ازدياد الاهتمام بالتطبيق العلمي للعلوم واتجاه المؤسسات الصناعية من أجل تطوير إنتاجها إلى إنشاء المختبرات ومراكز البحث العلمي وتجنيد الخبراء والعلماء للعمل لحسابها.

## مظاهر التقدم العلمي المعاصر

### في مجالالطاقة

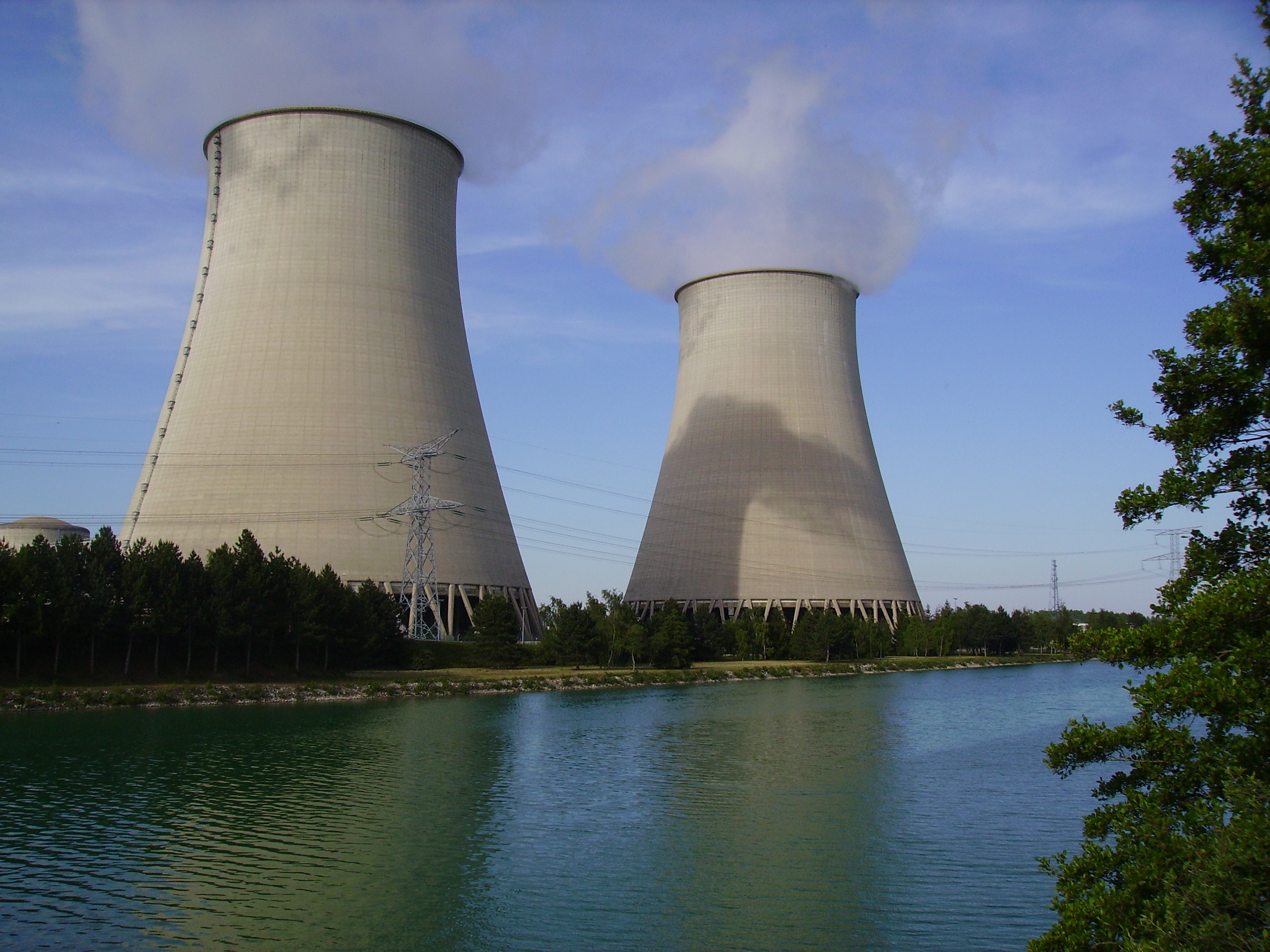
محطة نووية

كان من أهم منجزات العلم الحديث هو الكشف عن إمكانية الحصول على الطاقة الذرية وكان التعرف على الطاقة الكامنة في الذرة حصيلة مجموعة كبيرة من التطورات الأساسية في علم الفيزياء.
- بدأ العالم الفرنسي أنطوان هنري بيكريل (1852-1908)أول خطوة في هذا المجال حين اكتشف أن التعديلات التي تطرأ على بعض المواد تتولد منها طاقة واعتمادا على جهوده اكتشف العالم الفرنسي بيير كوري (1859-1906) وزوجته البولندية ماري كوري (1871-1937) أن بعض الذرات إذا ما حطمت إلى أجزاء صغيرة تتولد منها طاقة هائلة وهو ما يعرف باسم النشاط الإشعاعي.
- وتمكن إرنست رذرفورد (1871-1937) النيوزيلندي من تحطيم الذرة ونشر النظرية الحديثة لتكوين الذرة.

- واستطاع العالم الرياضي الألماني الشهير ألبرت أينشتاين (1879-1955) أن يخطو بالنظرية خطوات كبيرة حين قدم إثباتا رياضيا على أن المادة والطاقة مظهران لشيء واحد وأنه يمكن أن يحل أحدهما محل الآخر واستنادا إلى هذه النظرية أمكن صنع أول قنبلة ذرية ألقيت على مديتني هيروشيما وناجازاكي باليابان خلال الحرب العالمية الثانية فدمرتا تماما.

- أما العالم الإيطالي إنريكو فيرمي (1901-1945) فيعتبر أبو عصر الذرة إذ قاد فريقا من العلماء لبناء أول مفاعل ذري عام 1942 وأنتج هذا المفاعل سلسلة تفاعلات نتجت عن تفجر الذرة ومنذ ذلك الحين أصبحت الذرة من أبرز معالم عصرنا.

- تُقدر أبحاثه المتميزة في نظريات الكم والنسبية والذرة والإشعاع بنحو 24 بحثاً، وقد بلغت مسودات أبحاثه العلمية قبل وفاته حوالي 200 مسودة. دارت أبحاث الدكتور مشرفة حول تطبيقه الشروط الكمية بصورة معدلة تسمح بإيجاد تفسير لظاهرتي شتارك وزيمان. كذلك كان الدكتور مشرفة أول من قام ببحوث علمية حول إيجاد مقياس للفراغ ؛ حيث كانت هندسة الفراغ المبنية على نظرية «أينشتين» تتعرض فقط لحركة الجسيم المتحرك في مجال الجاذبية. وقد درس مشرفة العلاقة بين المادة والإشعاع وصاغ نظرية علمية هامة في هذا المجال.

### النحت والعمران
بلغ التجديد الفني في هذا المجال مستوى ممتازا من الكمال وكانت الخطوة الأولى ترك أساليب الماضي إلى الأسلوب الكلاسيكي حيث استبدل بالدعامة العمود المنتهي بتاج واستبدل بالقوس المدببة قوس نصف دائرة وكثر استخدام التزيينات وبلغت الدقة في التفاصيل وتناسب الأبعاد درجة متقدمة.
وكان من المتفوقين في النحت : دوناتيلو النحات الفلورنسي الشهير الذي مهد الطريق للكثير من الفنانين ممن اقتفوا نهجه فكان من بين تلاميذه مايكل أنجلو وهو النحات الذي نطقت تماثيله بكل ما يختلج في النفس من الأماني والأحلام.

### الطاقة الشمسية
ظل الاهتمام بالشمس كمصدر الطاقة الأساسي في حياة الإنسان يلقى عناية العلماء على مر العصور لكن هذا الاهتمام أصبح جديا وعلميا بصورة دقيقة في القرن الثامن عشر، حيث قام العالم الفرنسي بوفون بإنشاء فرن يتألف من 360 مرآة صغيرة تقوم بتركيز أشعة الشمس في بؤرة واحدة وتمكن لافوزاييه من صنع فرن شمسي وحصل على درجة حرارة تبلغ 1760 درجة مئوية.
وتم في النهاية صناعة آلات بخارية تسير بالطاقة الشمسية وكذلك أجهزة لتقطير المياه والحصول على الماء العذب.

### في مجال الإلكترونيات
الإلكترونيات هي أداة عصرنا الرئيسية لقد أعطتنا الرادار والمركبات الفضائية والتلسكوبات اللاسلكية والكثير من الاختراعات المدهشة التي غيرت مجرى حياتنا ويسرت حصولنا على تجهيزات مهمة كما أحدثت تطورات بالغة الشأن ويجب أن نلقي الضوء على بعض هذه الوجوه في ميدان الاختراع.
- اخترع جون فلمنج عام 1904 الصمام الثنائي وتطور الأمر بعد ذلك إلى اختراع الترانزستور الذي يؤدي عمل الصمام الإلكتروني واحتل مكانا في الدائرة الكهربائية.
- توصل المهندس الكهربائي الإنجليزي جون لوجي بيرد (1888 -1946) إلى وضع نظام تلفزة عملي باستخدام الأشعة تحت الحمراء وأصبح البث التلفزيوني يغطي جميع أرجاء العالم.

حاسب آلى

- في أوائل القرن التاسع عشر أيضا صنع شارل باباج أول حاسبة حديثة وما لبثت بعد تطورها وإدخال الترانزستور والدوائر المندمجة فيها أن مكنت من إجراء العمليات الحسابية وتقديم الأجوبة حول المسائل المعقدة في ثوان وفي عام 1944 تم صنع أول حاسبة إلكترونية تعمل ذاتيا وتوالى بعد ذلك ظهور أجيال جديدة من الكمبيوتر الحديث الذي يتميز بالسرعة الهائلة والقوة الكبيرة.

### غزو الفضاء
تباهى الزعيم الألماني هتلر خلال الحرب العالمية الثانية بأنه يستطيع كسب الحرب بأسلحته السرية وفي صيف عام 1944 بدأت الصواريخ الألمانية العملاقة (في -2) تندفع عبر القنال الإنجليزي إلى لندن عاصمة إنجلترا وكان ذلك إيذانا بعصر القذائف ذات الصواريخ الموجهة بعيدة المدى التي يمكنها حمل رؤوس نووية.
وبدأ السباق إلى القمر بتاريخ 4 أكتوبر 1957 م حين أطلق الاتحاد السوفيتي (سابقا) أول الأقمار الصناعية سبوتنك-1 وتبعه في 21 يناير 1958 منافسه الأمريكي الصاروخ جوبيتر -سي من قاعدة كانافيرال (كيب كندي الآن) يحمل القمر الصناعي اكسبلورر - 1 وأطلق الاتحاد السوفيتي (سابقا) أول رائد فضاء يوري جاجارين في 12 إبريل 1961 في المركبة(فوستوك - 1) وحين بدأت الأرض تبتعد عن عيني رائد الفضاء وصلت المركبة إلى مدارها وشرعت تدور حول الأرض بسرعة 28260 كيلومترا بالساعة وقد احتاج جاجرين إلى 108 دقائق كي يدور حول الأرض.

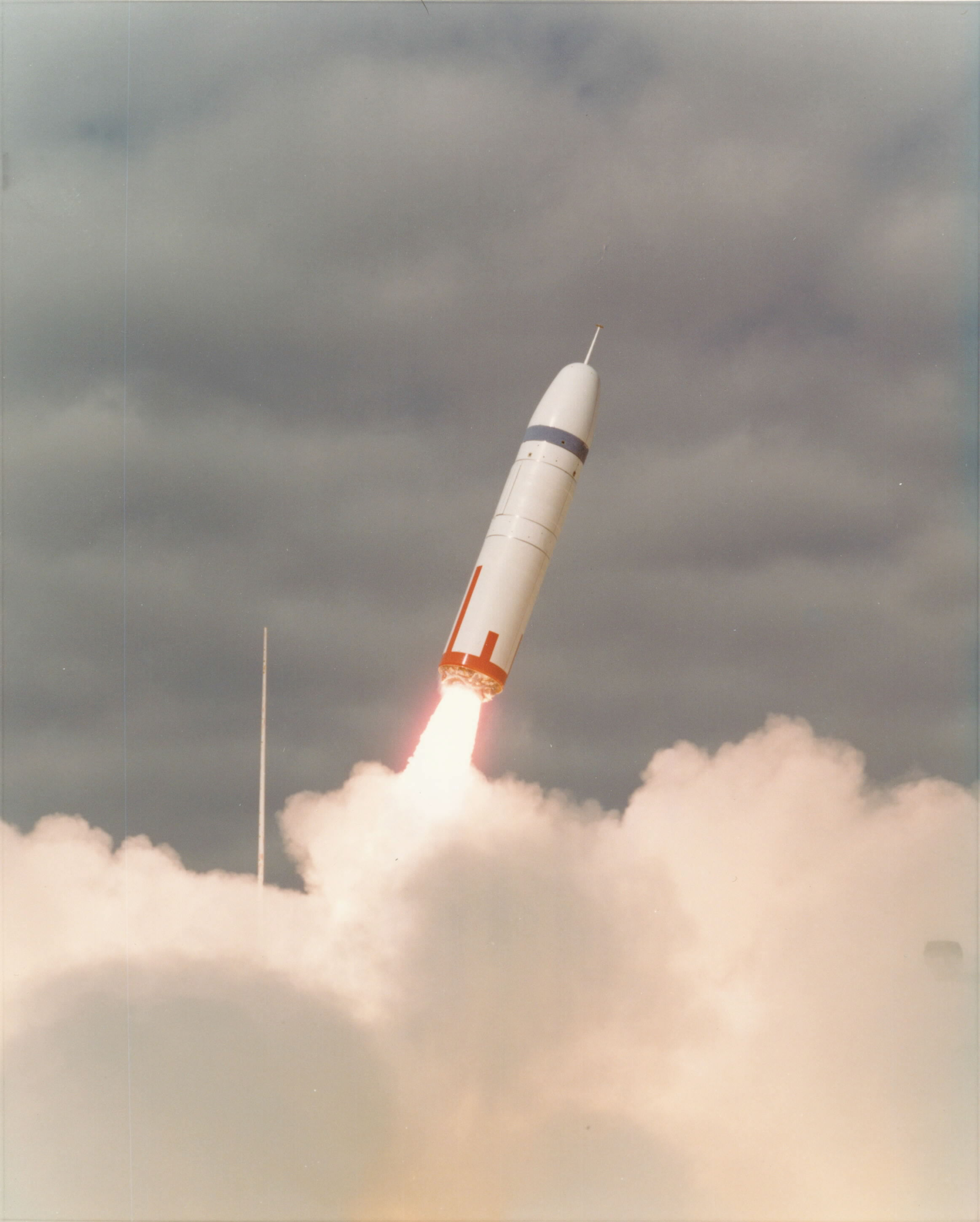
صاروخ فضائي

وتوالترحلات الفضاء بعد هذا التاريخ حتى كان الموعد المنتظر لهبوط الإنسان على سطح القمر وحققت هذه المهمة المركبة الفضائية (أبولو) التي حملت الملاحين الكونيين نيل أرمسترونج وأدوين ألدرن وقال نيل أرمسترونج وهو يخطو أول خطوة على سطح القمر في 20 يوليو 1969 (إنها خطوة صغيرة بالنسبة للإنسان لكنها كبيرة بالنسبة إلى الإنسانية) وسمع هذه الكلمات بوساطة الراديو مئات الملايين من الناس في أنحاء الدنيا كانوا يتتبعون هذا الحدث الباهر باهتمام بالغ.وعاد الرائدين إلى الأرض في مركبة يقودها زميلهما مايكل كولنز وحملوا معهم من القمر نماذج من الأتربة والصخور
وتتابعت المهمات والبعثات الاستكشافية للاستزادة من المعرفة الكونية وزارت مركبات فضائية مزودة بالأجهزة كوكبي الزهرة والمريخ، كما اقتربت المجسات الفضائية في مساراتها من الشمس للحصول على معلومات عن هذا النجم الفلكي الضخم.
لقد أصبح الفضاء مختبرا شاسعا تقوم الأقمار الصناعية التي تدور فيه حول الأرض فتقيس مجالها المغناطيسي وجال إشعاعاتها وشكلها وحجمها وأقمار أخرى منها تصور بالسحب وترسل إلى الأرض كل يوم من أيام السنة مئات الصور لتمكن علماء الأرصاد الأرضية من التنبؤ بالطقس بدقة أكبر من ذي قبل وهناك أقمار صناعية أخرى ترسل إشارات لإرشاد السفن في أعالى البحار ويقوم بعضها الآخر ببث رسائل وصور تلفزيونية تذاع على الفور من كل مكان بالعالم.
ولقد كانت هذه الأقمار الصناعية وسفن الفضاء تنطلق إلى مداراتها في الفضاء الخارجي بوساطة الصواريخ العملاقة المتعددة المراحل التي تستهلك بمجرد إطلاقها ولذلك كانت تكاليفها باهظة ومن هنا نشأت فكرة المتنقل الفضائي المبنية على أساس إعادة استخدام سفن الفضاء مرات متعددة وجاءت تسمية المكوك محققة لفكرة تكرار الإطلاق لقد ظهر أول تصميم للمتنقل الفضائي عام 1972 ولكن التجارب الفعلية لم تبدأ إلا في عام 1977 وعلى ضوء نجاح هذه التجارب أرسلت الولايات المتحدة الأمريكية إلى الفضاء المكوك كولومبيا عام 1982 وأتبعته عام 1986 تشالنجر في رحلته الأخيرة التي انفجر فيها بعد ثوان من إطلاقة وذهب ضحية له ثمانية من رواده أمام عيون الملايين ممن كانوا يتابعون هذه الرحلة العلمية المثيرة ولكن هذه المأساة الكبيرة لم تحل دون استمرار التجارب فلم تتوقف إلا بالقدر الذي يسمح بعلاجها والرحلات المكوكية تتم بنجاح وبمزيد من الأمن والسلامة.

## تقدم العلوم الاجتماعية
ساعد تقدم العلوم الطبيعية والرياضية على نشاط الدراسات الاجتماعية في التاريخ والجغرافيا والاجتماع والاقتصاد.
- فقد اتخذ التاريخ صفة علمية في مطلع القرن التاسع عشر وظهرت الحركة العلمية التاريخية في جميع النصوص ونقدها وعرض الأحداث بموضوعية وتجرد، كما اتجهت الدراسات التاريخية اتجاها قوميا واهتم المؤرخون بتعرف أصل الأمة ونشوء عاداتها ونظمها وثقافتها وتطورها كما اهتموا بتطور الشعوب وعوامله واعتنوا بالنقد العلمي للأحداث التاريخية.

ونشطت في هذا المجال دراسة الآثار (أركيولوجيا) وعلم الإنسان (أنثروبولوجيا) وفكت رموز الكتابات القديمة كالهيروغليفية والمسمارية.
- وتقدم علم الجغرافيا باتساع المعلومات الجغرافية وتفرعت أبحاثه إلى جغرافيا طبيعية وبشرية واقتصادية وسياسية وبيئية وغيرها.
- وفي علم الاجتماع اعتمد العلماء على جمع الحقائق ذات العلاقة بالمجتمعات البشرية ودراستها لاستخراج القوانين التي تسيطر على سير المجتمعات وتطورها.
- واتجه علم الاقتصاد اتجاها اجتماعيا واعتمدوا بالدرجة الأولى على الإحصائيات في دراسة النواحي الاقتصادية والمالية وصار علم الأحياء علما مساعدا لجميع العلوم الإنسانية.

## ازدهار الآداب

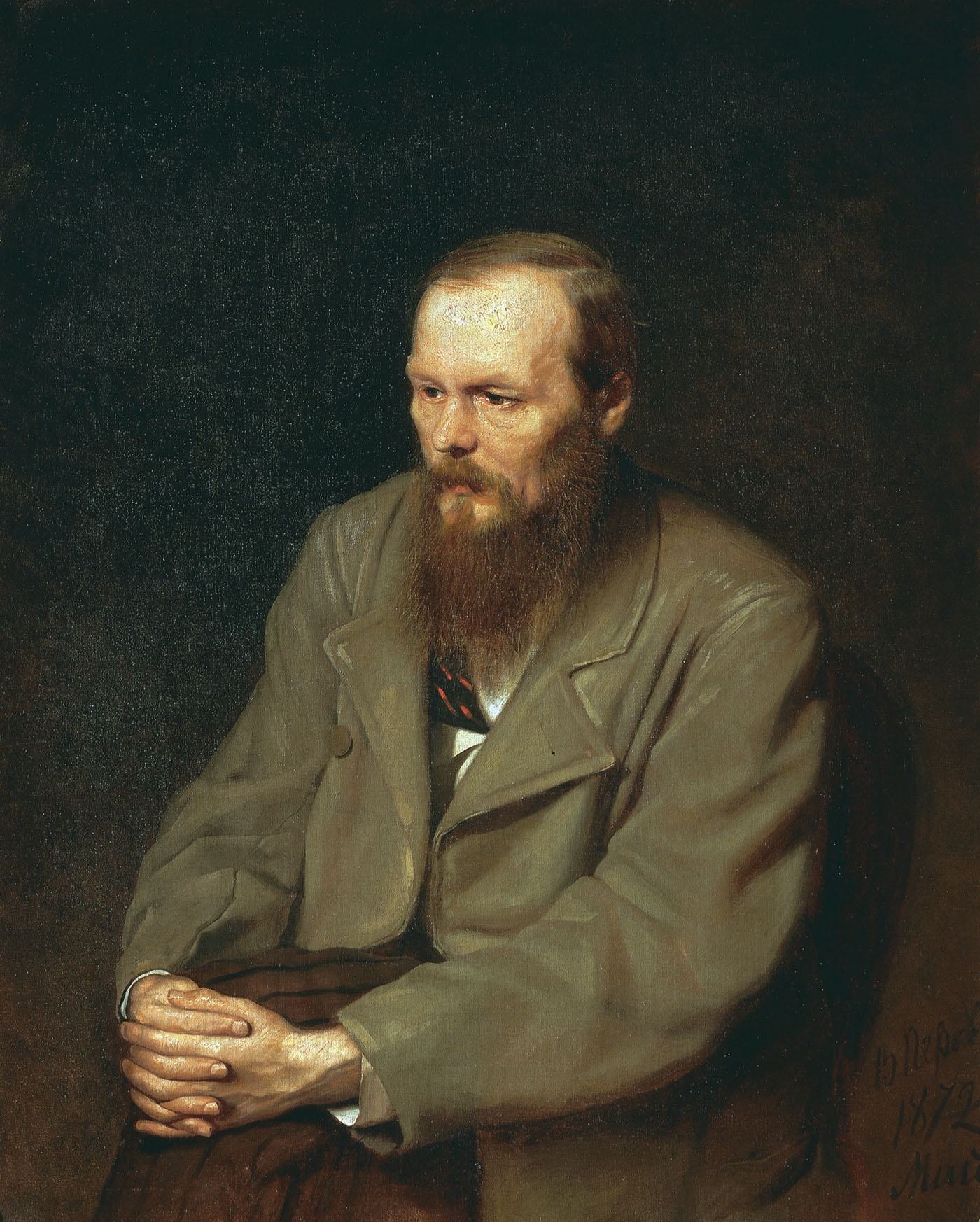
دوستويفسكي

يعتبر ازدهار الأدب المعاصر ثمرة من ثمرات انتشار الثقافة والتعليم وتقدم الطباعة ونشاط حركة النشر وكثرة المطبوعات وامتازت الحركة الأدبية في عصرنا بصفات عديدة من أهمها :
- تحرر الأدب من القيود وظهور النقد الأدبي الذي ساعد القارئ على تفهم قيمة العمل الأدبي.
- تفرغ الأدباء وتحول الكتابة إلى حرفة حررت أصحابها من القيود التي تكبلهم سواء أكانت ضغوطا مادية أو اجتماعية أو سياسية.
- خروج الأدب من المحلية إلى العالمية وتفاعله مع أساليب وأفكار الأمم الأخرى.
- أفول الأدب الكلاسيكي وظهور النزعة الإبداعية في الأدب التي كانت ثورة في التفكير والشعور تميزت بالانصراف عن قوانين العقل إلى الإحساس والخيال والعناية بالعاطفة الفردية، والاهتمام بالقصة والشعر ووصف الطبيعة وكان من أبرز الإبداعيين الفرنسي فيكتور هوجو وغوته الألماني، واللورد بايرون الإنجليزي وتور جنيف وبوشكين من روسيا.

وانتقل الأدب المعاصر بعد ذلك إلى الواقعية التي كانت ردا على أدب الخيال والعاطفة وامتاز الواقعيون بتصوير الواقع بدقة تامة والنظر بموضوعية إلى الأحداث ليكون الإنتاج علما أمينا قادرا على نقل الحقيقة وعالج الواقعيون موضوعي الفرد والمجتمع واهتموا بالتحليل النفسي للأفراد وأثر البيئة في تكوينهم وعالجوا مشكلات المجتمع وتلمسوا لها أسباب الإصلاح، وانقسم الواقعيون إلى اتجاهين:
- أحدهما يرى تصوير الحياة كما هي دون الالتزام باتجاه محدد وسمي هذا الاتجاه (الفن للفن).
- ونادى الاتجاه الآخر بضرورة تجنيد الأدب لإصلاح المجتمع والالتزام بمصالحه أي جعله في خدمة المجتمع وكان من أعلام هذا الاتجاه موباسان وأناتول فرانس واسكندر دوماس الابن في فرنسا وتولستوي ودوستويفسكي وتشيخوف في روسيا.

## تطور الحركة الفنية

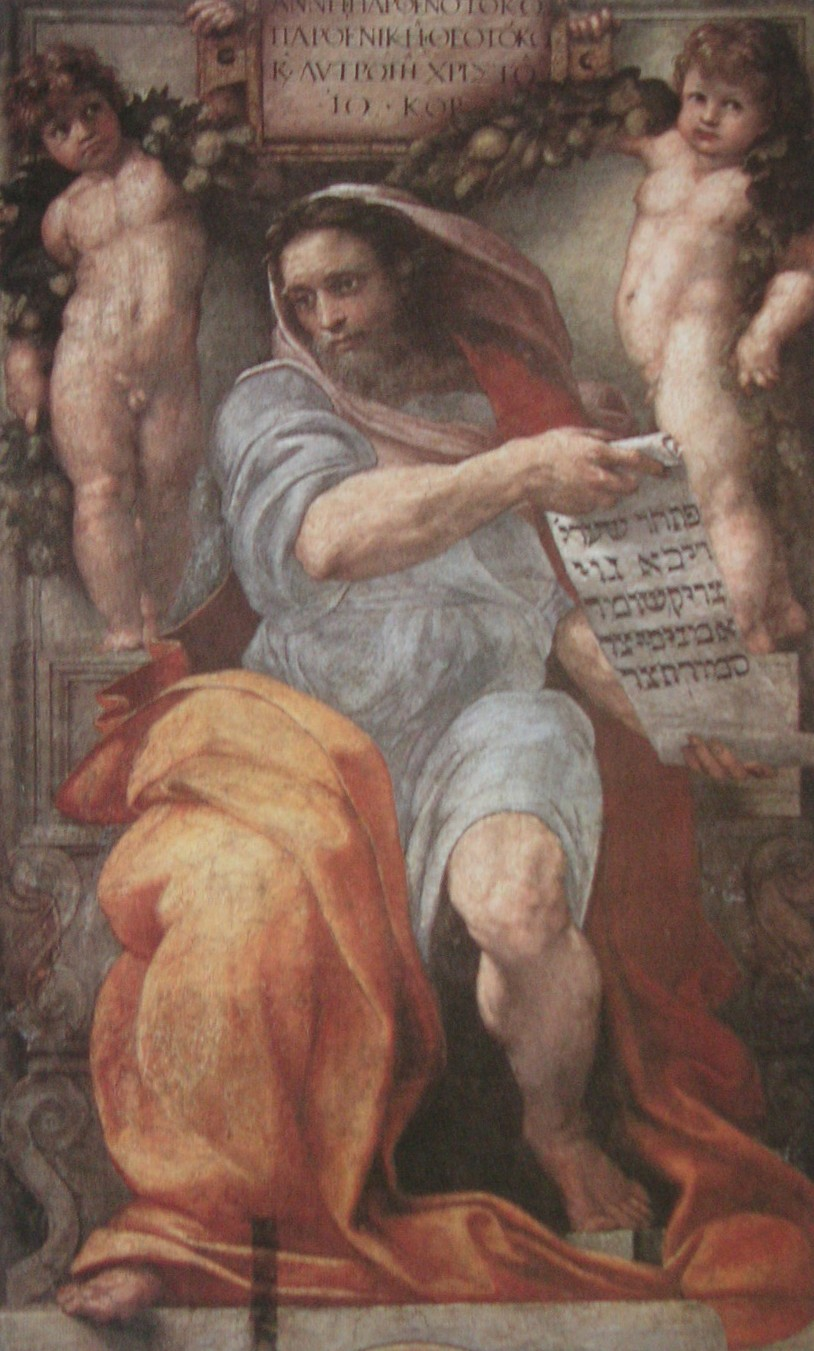
من اللوحات الفنية

مرت الحركة الفنية في القرن التاسع عشر بالأدوار نفسها التي مرت بها الحركة الأدبية فبعد أن سادت النزعة الاتباعية في العصور السابقة ظهرت النزعة الإبداعية في الفن وركز الفنانون على رسم المشاهد التاريخية والوطنية بألوان زاهية تجسد العاطفة والحياة، واهتموا برسم الطبيعة وتلا تلك المرحلة ظهور النزعة الواقعية في الفن التي عبر بها الرسامون عن روح العصر وحاجاته وأبدوا اهتماما بحياة الناس وأخلاقهم وتفكيرهم وتعددت المدارس والزخرفة والنحت وبذلت الدول رعايتها للمتاحف والمعارض الفنية.